# James Juvenal
James Benner "Jim" Juvenal, né le 12 janvier 1874 à Philadelphie et mort le 1er septembre 1942 dans la même ville est un rameur d'aviron américain. Il est membre du Vesper Boat Club, basé à Philadelphie, dans l'état de Pennsylvanie.
Il a remporté la médaille d'or en huit aux Jeux olympiques d'été de 1900 à Paris, puis la médaille d'argent en skiff aux Jeux olympiques d'été de 1904 à Saint-Louis.